# 54
| [ Edytuj tabelę ] |                                      |
| Król Armenii      | - 51 Radamist 54 - 54 Tiridates I 60 |
| Cesarz Chin       | - 25 Guangwudi 57                    |
| Władca Korei      | - 53 T’aejodae 146                   |
| Król Nabatei      | - 40 Malichus II 70                  |
| Papież            | - 33 Piotr Apostoł 67                |
| Król Partów       | - 51 Wologazes I 78                  |
| Cesarz Rzymu      | - 41 Klaudiusz 54 - 54 Neron 68      |

Rok 54 / LIV
stulecia: I wiek p.n.e. ~
I wiek ~
II wiek

lata: 44 «
49 «
50 «
51 «
52 «
53 «
54
» 55
» 56
» 57
» 58
» 59
» 64

## Wydarzenia
- Ubóstwienie Klaudiusza.
- 13 października – Klaudiusz zmarł otruty przez swoją czwartą żonę Agrypinę Młodszą. Cesarzem rzymskim został Neron.
- Onezym, uczeń Pawła z Tarsu, został biskupem Efezu lub Bizancjum.

## Zmarli
- 13 października – Klaudiusz, cesarz rzymski (ur. 10 p.n.e.).
- Ban Biao, chiński historyk (ur. 3).
- Domicja Lepida, wnuczka Marka Antoniusza (ur. 10 p.n.e.).
- Gajusz Juliusz Azizos, król Emesy.
- Kotys IX, król Sophene.
- Stachys, biskup Bizancjum.
- Tyberiusz Klaudiusz Narcyz, wyzwoleniec Klaudiusza.